# Melete (Mythologie)
Melete (altgriechisch Μελέτη Melétē, deutsch ‚Übung, Praxis‘) ist in der griechischen Mythologie eine der sogenannten „titanischen“ Musen (im Unterschied zu den heute geläufigen, von Hesiod genannten neun Musen). Sie war die Muse der Meditation, Übung und Praxis.
Ihre Schwestern bei Pausanias sind Aoide (Gesang) und Mneme (Erinnerung). Cicero nennt als Schwestern Thelxinoe (die Herzerfreuende), Arche (der Beginn) und Aoide (der Gesang). Bei ihm sind sie Töchter von Zeus und der Nymphe Plusia.
Nach ihr benannt wurde der Asteroid (56) Melete.